# رودبار و الموت
نوشته‌اند رودبار، گفته‌اند الموت. نوشته‌اند رودبار و الموت، گفته‌اند رودبارالموت. می نویسیم: رودبار و الموت.
رودبار و الموت در سلسله جبال البرز، واقع در شمال شرقی قزوین، جنوب مازندران و گیلان، شرق طالقان و غرب رودبار زیتون قرار دارد. 
این منطقه چنانچه حمدالله مستوفی در نزهه القلوب نوشته: " تا قرن هفتم هجری با عنوان رودبار معرفی می‌شد تا این که با آمدن حسن صباح به آن جا و رواج فرقه اسماعیلیه و فعالیت خداوندان الموت، نوشته شد رودبارالموت و خوانده شد الموت."
الموت کلمه‌ای است مرکب از دو واژه " آله" و "آموت". نویسنده برهان قاطع این کلمه را به فتح الف و لام بر وزن جبروت می‌داند. می‌نویسد: نام قلعه‌ای است مشهور که مابین قزوین و گیلان واقع است و آن را به سبب ارتفاعی که دارد آله آموت گفتندی یعنی عقاب آشیان چه " اله" عقاب و " آموت " آشیان باشد.
برخی نیز آموت را چنانچه در گویش تاتی مردم الموت وجود دارد، به معنای آموخت گرفته‌اند و از آن به این تعریف رسیده اند: عقاب دست آموز.
عده‌ای هم اشاره به این می‌کنند که بن مایه کلمه الموت، ارموت، ارمود، امروت، اربو و امبرود ( نوعی گلابی ) است و از آنجا که در گویش تاتی گاهی " ر " به " ل " تبدیل می‌شود مثل " برگ " : " بلگ "، پس الموت همان ارموت است که " ر " به " ل " تبدیل شده است.
محققان بر این نکته متفق القولند که الموت نام مصطلح منطقه کوهستانی شمال قزوین و جایی است که خداوندان الموت، قلعه‌های تاریخی این منطقه را مقر و پایگاه تبلیغ آیین اسماعیلیه قرار داده بودند. 
این منطقه در طول تاریخ از " رودبار " به " رودبار و الموت " تغییر کلمه پیدا کرده است، پس از مدتی " رودبار الموت" به بخشی گفته شد که قلعه حسن صباح ( در گازرخان ) در آن قرار دارد و "روبار محمدزمان خانی" یا "خشکه رودبار" به منطقه‌ای که قلعه لمسر ( لمبه سر یا لمه در یا لمبسر ) در آنجاست.
منطقه بزرگ رودبار و الموت در تقسیمات جغرافیایی کشوری اخیر به دو منطقه رودبارالموت و رودبارشهرستان تقسیم شده است. رودبارالموت شامل سه دهستان است که عبارت‌اند از: 
الموت پایین به مرکزیت روستای زوارک
الموت بالا به مرکزیت روستای مینودشت (شترخان)
معلم کلایه به مرکزیت معلم کلایه
- رودبار شهرستان نیز سه دهستان:
- رودبارشهرستان به مرکزیت بهرام آباد ،
- رودبارمحمدزمان خانی به مرکزیت رجایی دشت

و دستجرد به مرکزیت دستجردسفلی را شامل می‌شود.
رودبارالموت از شمال به دهستان‌های دو هزار و سه هزار در تنکابن، از شرق به قله البرز و طالقان، از جنوب شرقی به طالقان، از جنوب به آبیک و از غرب به دهستان رودبار محمدزمان خانی محدود می‌شود. مرکز کل این منطقه معلم کلایه است و قلعه الموت ( مقر حسن صباح در ۵۰۰ متری روستای گازرخان )، قلعه تاریخی عین السلطنه ( در روستای زوارک )، روستای بالاروچ ( زادگاه کل احمد، شخصیت مقابل قهرمان داستان عزیز و نگار)، روستای پیچ بن ( مرتفع‌ترین منطقه رودبارالموت و برخوردار از جاذبه‌های گردشگری و کوهنوردی )، روستای ورک (به کسر واو و سکون راء و کاف، زادگاه شیردل شاعر )، روستای کلان ( زادگاه جلال بیگ و ولی خان خواجوی) و ... در آن قرار دارد.

## منبع
- قصه‌های مردم رودبار و الموت. گردآوری یوسف علیخانی و افشین نادری.جلد اول.الموت پایین، پروژه فرهنگی تاریخ الموت. به سرپرستی دکتر حمیده چوبک